# 三國丘站 (福岡縣)

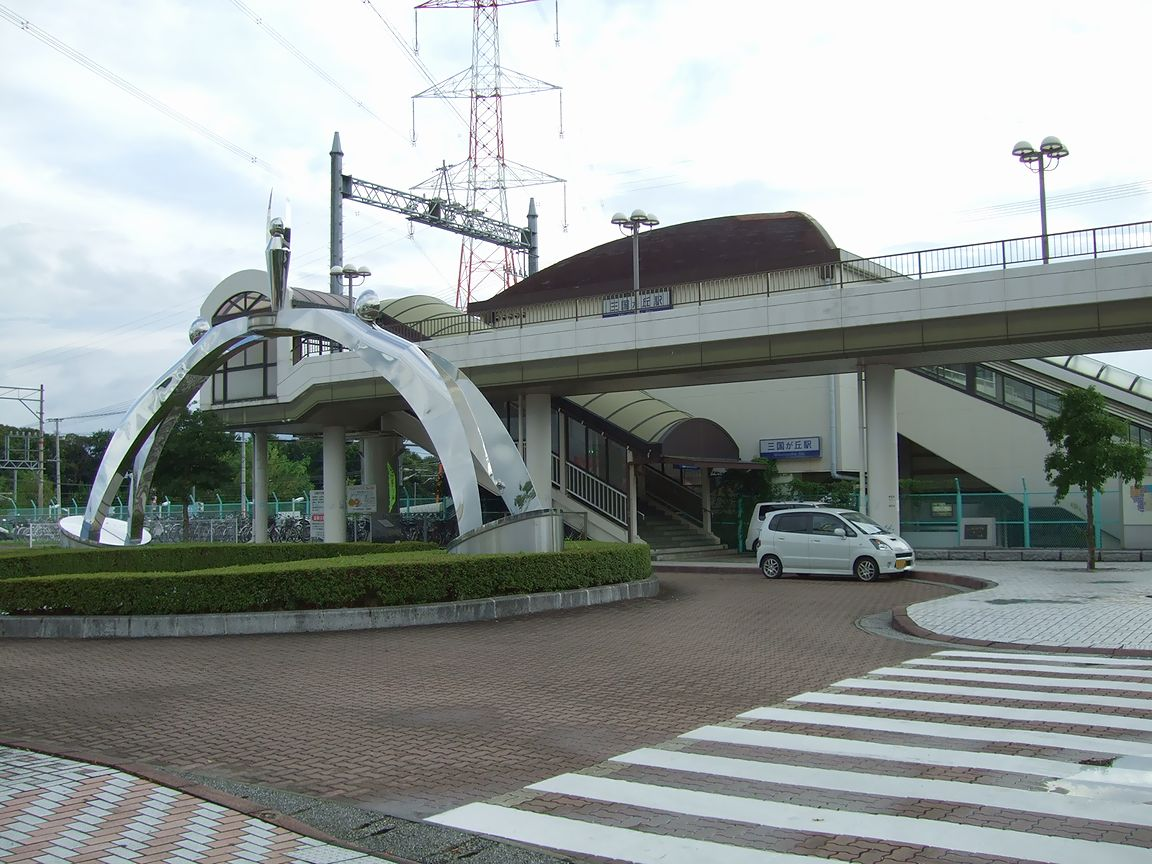
車站東邊

三國丘站（日语：／ Mikunigaoka eki */?）是位於福岡縣小郡市三國丘1丁目，西日本鐵道（西鐵）的天神大牟田線車站。車站編號為T19。東出口外設有小型迴旋路。在天神大牟田線中，此站是繼紫站後第2新的車站。

## 歷史
在戰前發行的九州鐵道沿線案內圖中，於津古和三澤設有記載此站，但是站名則是空白，即是戰前已經有設置車站的計劃。
- 1992年（平成4年）3月25日 - 車站啟用[1]。
- 2008年（平成20年）5月18日 - 此站開始可以使用IC卡nimoca。
- 2012年（平成24年）3月24日 - 在時間表修正後，成為急行停車站[3]。
- 2017年（平成29年）2月1日 - 此站引入車站編號[2]。

## 車站構造
車站是一座地面車站，設有2面2線的相對式月台。此站設有跨站式站房。

### 月台
| 月台 | 路線          | 上下行 | 方向                     | 備註 |
| ---- | ------------- | ------ | ------------------------ | ---- |
| 1    | ■天神大牟田線 | 下行   | 久留米、柳川、大牟田方向 |      |
| 2    | ■天神大牟田線 | 上行   | 二日市、福岡（天神）方向 |      |

## 使用狀況
在2019年度，1日平均上下車人次為5,845人。站前周邊開始開發，以及成為急行停車站後，使用人次每年增加。
以下為各年度1日平均上下車人次列表。
| 年度   | 1日平均 上下車人次 |
| ------ | ------------------ |
| 2000年 | 4,295              |
| 2001年 | 4,201              |
| 2002年 | 4,091              |
| 2003年 | 4,035              |
| 2004年 | 4,004              |
| 2005年 | 4,057              |
| 2006年 | 4,124              |
| 2007年 | 4,236              |
| 2008年 | 4,323              |
| 2009年 | 4,221              |
| 2010年 | 4,392              |
| 2011年 | 4,542              |
| 2012年 | 5,043              |
| 2013年 | 5,286              |
| 2014年 | 5,321              |
| 2015年 | 5,555              |
| 2016年 | 5,645              |
| 2017年 | 5,916              |
| 2018年 | 5,980              |
| 2019年 | 5,845              |

## 車站周邊
車站位於小郡市北部，周邊都是小郡·筑紫野新城，該處設有西鐵和東京急行電鐵（東急）開發的待售住宅區。

### 東出口
車站東邊設有西鐵開發的待售住宅區「三國丘」。
- TRIAL Quick三國丘站東出口店[6]- 曾經為大京Value三國丘店[7]。

### 西出口
車站西出口南邊約500米處設有由西鐵開發的住宅區「美鈴之杜」。在西邊約1公里設有也是西鐵開發的「美鈴丘」。而西邊設有由東急開發的「希美丘」，而希美丘靠近市的邊界，在該處北邊位於筑紫野市內，該處設有東急的「美麗丘」和「光丘」。
- 小郡高等學校（日语：福岡県立小郡高等学校） - 車站西邊步行1分鐘。在小郡市內唯二縣立高校之一。久留米地區和筑紫野市的學生會在此校上學。
- 三國中學（日语：小郡市立三国中学校） - 車站西邊，向美鈴丘方向步行10分鐘。
- 希望丘小學 - 車站西邊，希美丘方向步行20分鐘。
- 私立麻生學園小學（日语：麻生学園小学校） - 車站西邊。轉乘汽車向希美丘方向乘車5分鐘。
- 私立Aster 幼稚園 - 車站西邊。向希美丘方向步行20分鐘。私立幼稚園。
- 埋藏文化財調査中心 - 車站西邊，向美鈴丘方向步行7分鐘。
- 九州歷史資料館（日语：九州歴史資料館） - 車站西邊，步行10分鐘。鄰接埋藏文化財調査中心。
- 筑後小郡簡易保険Lec中心
- 7-11　三國中學旁
- 島村　Sunny旁
- 佐賀銀行（日语：佐賀銀行）
- 福岡志恩醫院

## 巴士路線
自從民間巴士路線全部取消後。現時由自治會或行政提供社區巴士路線。
- 自治會巴士「貝雷莎號」
  - 2011年4月起開始行走。毎週星期三和五提供美鈴丘地區方向服務。毎週星期二和四提供希美丘方向服務。均於早上9時至下午1時服務。
- 小郡市社區巴士（日语：小郡市コミュニティバス）
  - 3：■橫隈、津古路線（三國丘站東出口巴士站） - 津古、光丘方向 / 親睦館三國、大保、文化會館、小郡市政廳、明日方向
    - 兩方向每日4班

  - 4：■下岩田、乙隈路線（三國丘站東出口巴士站） - 乙隈公民館、立石、松崎、文化會館、小郡市政廳、明日方向
    - 從三國丘站東出口出發，明日方向到達的班次，各方向每日2班。

  - 5：■東野、美鈴丘路線（三國丘站西出口巴士站） - 美鈴丘、希美丘、小郡市政廳、文化會館、明日方向
    - 從三國丘站西出口出發每日5班，明日方向到達的班次，每日4班。
    - 早上到達的第1班列車，以及尾班車只於美鈴丘、希美丘地區內（三國丘站西出口～上田町堤）行走。

## 相鄰車站
西日本鐵道
■天神大牟田線
■特急
通過
■急行
筑紫（T17）－三國丘（T19）－西鐵小郡（T22）
■普通
津古（T18）－三國丘（T19）－三澤（T20）

## 注腳
1. 1 2  . 交通新聞 (交通新聞社). 1992-03-09: 1 （日语）.
2. 1 2   (PDF). 西日本鐵道. 2017-01-24  [2017年3月20日]. （原始内容 (PDF)存档于2020-07-28） （日语）.
3. ↑   (PDF) (新闻稿). 西日本鉄道. 2012-02-15  [2020-11-11]. （原始内容 (PDF)存档于2015-06-21） （日语）.
4. ↑  . 西日本鉄道株式会社.   [2021-01-14]. （原始内容存档于2021-01-29） （日语）.
5. ↑  小郡市資料盒 （交通・通信） 西日本鐵道各站的上下車人次變化
6. ↑  . TRIAL.   [2020年7月20日]. （原始内容存档于2021年4月22日）.
7. ↑  . 【公式】データ・マックス　NETIB-NEWS（2017年6月13日）.   [2020-07-20]. （原始内容存档于2021-04-28） （日语）.

## 外部連結
- 三國丘站（西鐵沿線web） （页面存档备份，存于）（日語）